# Кирел (Горњопровансалски Алпи)
Кирел (фр. Curel) насеље је и општина у Француској у региону Прованса-Алпи-Азурна обала, у департману Горњопровансалски Алпи која припада префектури Форсалкје.
По подацима из 2011. године у општини је живело 51 становника, а густина насељености је износила 4,88 становника/km². Општина се простире на површини од 10,45 km². Налази се на средњој надморској висини од 696 метара (максималној 1.440 m, а минималној 670 m).

## Демографија
| 1962. | 1968. | 1975. | 1982. | 1990. | 1999. | 2011. |
| ----- | ----- | ----- | ----- | ----- | ----- | ----- |
| 26    | 38    | 31    | 28    | 37    | 57    | 51    |

График промене броја становника у току последњих година